# Manuel Zeferino dos Santos
Manuel Zeferino dos Santos (? — ?) foi um político brasileiro.
Foi presidente da província de Pernambuco, nomeado por carta imperial de 9 de outubro de 1832, de 14 de novembro de 1832 a 28 de setembro de 1833.
Foi cavaleiro da Imperial Ordem de Cristo.